# Cinnamomum panayense
Cinnamomum panayense är en lagerväxtart som beskrevs av André Joseph Guillaume Henri Kostermans. Cinnamomum panayense ingår i släktet Cinnamomum och familjen lagerväxter. Inga underarter finns listade i Catalogue of Life.